# Mamoudou Athie
Mamoudou Athie, född 6 november 1988 i Mauretanien, är en amerikansk skådespelare.
Athie har bland annat medverkat i TV-serien Archive 81 från 2022. Han har även medverkat i filmerna Jurassic World Dominion från 2022 och Elementärt från 2023.

## Filmografi (i urval)
- 2020 – Underwater
- 2022 – Jurassic World Dominion
- 2022 – Archive 81 (TV-serie)
- 2023 – Elementärt
- 2024 – Kinds of Kindness